# Městská občina Slovenj Gradec
Městská občina Slovenj Gradec (slovinsky Mestna občina Slovenj Gradec) je jedna z 212 slovinských občin. Správním centrem občiny je město Slovenj Gradec. Rozkládá se v Korutanském regionu na území historického Štýrska. Občinu tvoří 22 sídel, její rozloha je 173,7 km² a k 1. lednu 2017 zde žilo 16 621 obyvatel.

## Členění občiny
Občina se dělí na sídla:
- Brda
- Gmajna
- Golavabuka
- Gradišče
- Graška gora
- Legen
- Mislinjska Dobrava
- Pameče
- Podgorje
- Raduše
- Sele
- Slovenj Gradec
- Spodnji Razbor
- Stari trg
- Šmartno pri Slovenj Gradcu
- Šmiklavž
- Tomaška vas
- Troblje
- Turiška vas
- Vodriž
- Vrhe
- Zgornji Razbor